# ヨーロッパロシア

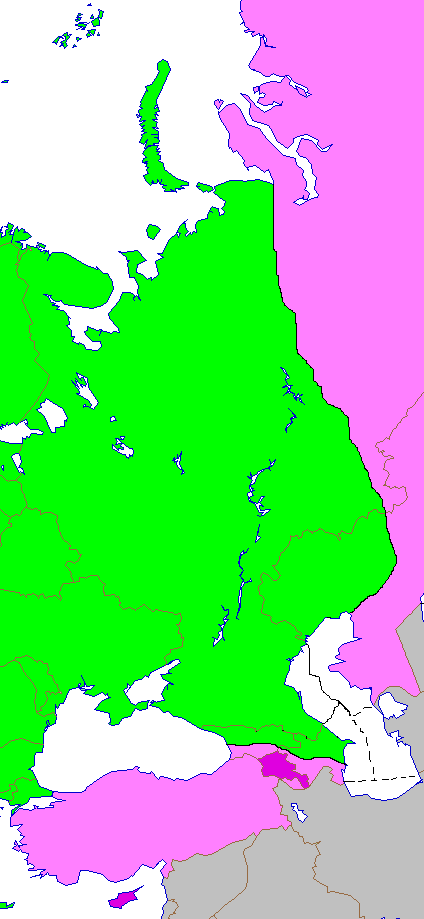
ヨーロッパ
アジアのうち、ヨーロッパに領土が及ぶ国家（ロシアのほか、トルコ、ジョージア、アゼルバイジャン、カザフスタン）
地形学的にアジアであるが、文化的、歴史的にはヨーロッパと見なされる国家（アルメニア、キプロス）

ヨーロッパロシア（英語: European Russia、ロシア語: Европейская часть России、略称: 欧露）は、ロシアの領土のうち、ヨーロッパに分類される西側部分を指す名称である。

## 概要
ヨーロッパロシアは総面積約396万平方キロメートル (km2) で、2015年現在の欧州連合加盟国の総面積よりやや小さいが、インドの全面積より大きく、ヨーロッパ全体の約40 %を占める。東の境界はウラル山脈により規定され、南側はカザフスタンとの国境により規定される。連邦管区としては、中央連邦管区、南部連邦管区、北西連邦管区、沿ヴォルガ連邦管区が該当する。これらのヨーロッパ・ロシア地域にはモスクワやサンクトペテルブルクといったロシアの大都市が含まれる。
ロシア連邦の全人口の約77 %（全人口約1億4000万人のうち約1億1000万人）がヨーロッパロシアに居住しており、人口密度は約27人/km2である。ロシアの全面積の約75 %の領土はアジア側に属するものの、アジアロシア地域には人口の約22 %しか住んでおらず、人口密度も2.5人/km2と約10倍の開きがある。
19世紀では「ヨーロッパ・ロシア」という用語はロシア帝国において、伝統的にロシアの影響下にあった現代のベラルーシとウクライナの大部分（ドニプロ・ウクライナ）を含む地域を指す際に使用された言葉でもあった。
2022年ロシアのウクライナ侵攻の翌日にロシア軍基地が何者かに攻撃され、9人の死亡が確認された。ロシア連邦保安庁はウクライナ軍による攻撃だとしているが、ウクライナ軍側はロシア軍の自作自演と批判した。その後もロシア西部などで謎の火災が連続で発生した。

## ギャラリー

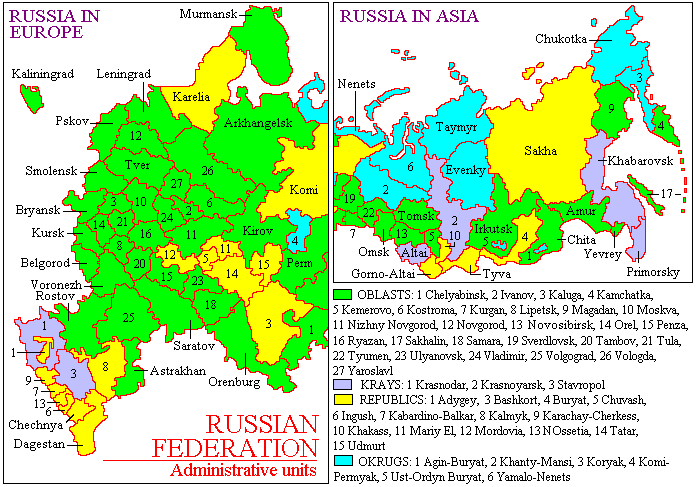
ヨーロッパロシアとアジアロシアを分割して示した図
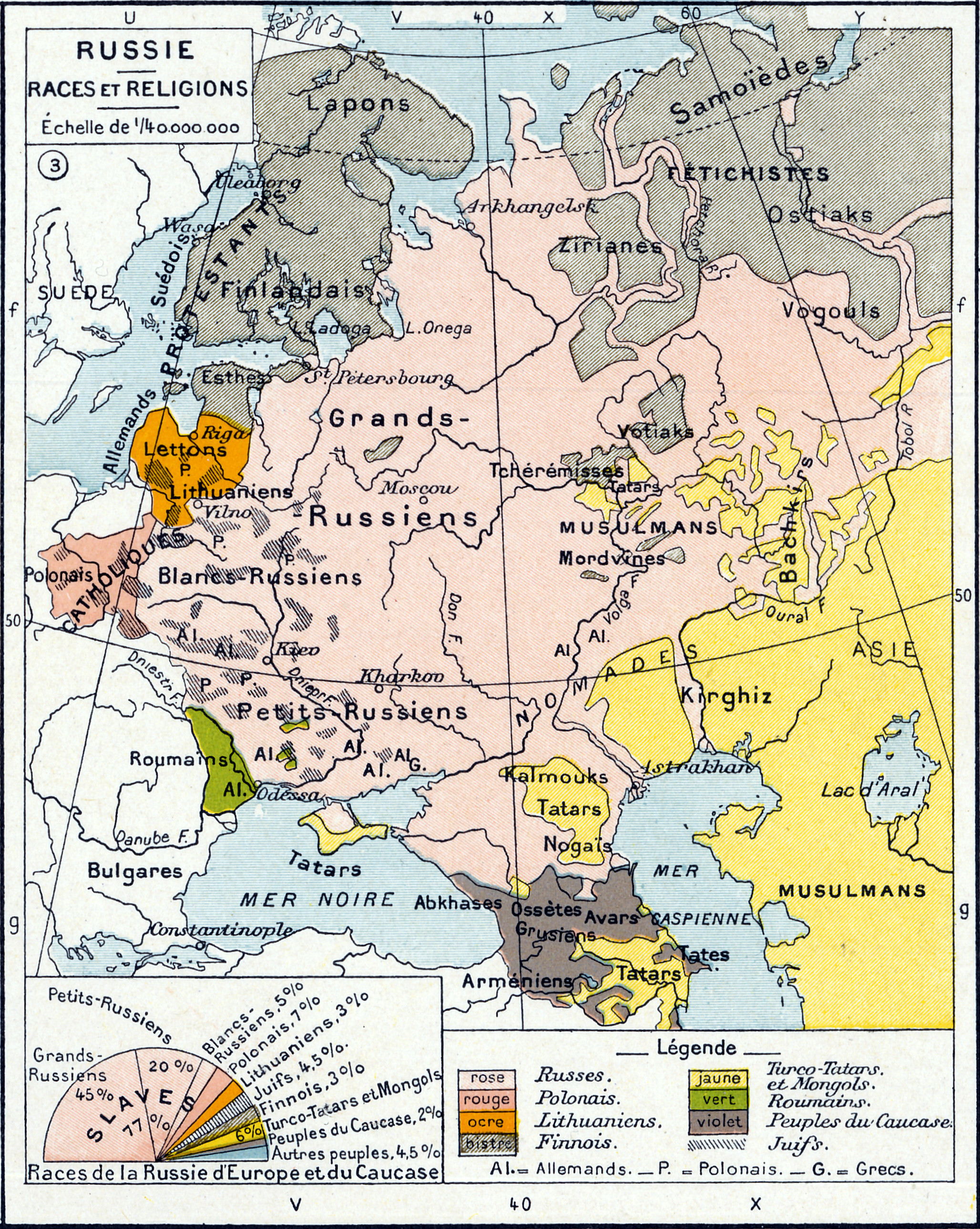
第一次世界大戦勃発前のヨーロッパロシア帝国の民族分布